# The Oxford Companion to Chess
The Oxford Companion to Chess es un libro de consulta cuyo tema es el ajedrez escrito por David Hooper y Kenneth Whyld, con un formato de diccionario enciclopédico.
La segunda edición (1992) tiene más de 2500 entradas, e incluye las reglas del ajedrez, un glosario de términos de ajedrez, estrategia, y táctica, más de 500 biografías breves de jugadores famosos, y referencias a más de 700 aperturas y variantes de aperturas.
Además, incluye notas sobre modalidades del ajedrez de todo el mundo (como el shogi), variantes del juego (como el ajedrez tridimensional), y de otras variantes de fantasía.

## Ediciones
- La primera edición es de 1984, por Oxford University Press
- Reeditado en rústica (con correcciones) en 1987 por Oxford University Press
- La segunda edición es de 1992, por Oxford University Press, ISBN 0-19-866164-9
- Reeditado en rústica en 1996

- Datos: Q3754377